# Parco del Pasatiempo
Il parco del Pasatiempo (parque del Pasatiempo) è un parco pubblico situato a Betanzos, nella Galizia (Spagna). Il parco è suddiviso in due parti: una storica e una di più recente costruzione, e presenta laghetti, aree verdi, un auditorium all'aperto, grotte sotterranee e un'area ricreativa per bambini. Quello del Pasatiempo viene considerato il precursore dei moderni parchi a tema.

## Storia

### Inaugurazione e ampliamento
Il parco del Pasatiempo di Betanzos venne commissionato sul finire dell'Ottocento da Juan García Naveira, un filantropo che godette di una certa fortuna durante il suo soggiorno in Argentina e che, assieme al fratello Jesús, fece progettare altre strutture collocate nello stesso comune spagnolo, fra cui una lavanderia pubblica (1902), il manicomio (1912), una scuola (1914) e la Casa del Pueblo. I due fratelli avevano viaggiato in tutto il mondo, e volevano realizzare un parco scultoreo ed educativo attraverso il quale far conoscere agli abitanti di Betanzos e ai suoi visitatori tutto ciò che avevano visto e scoperto durante i loro viaggi. La costruzione del parco iniziò nel 1893 e perdurò fino al 1914, anno della sua inaugurazione. Gli introiti ottenuti con i biglietti di ingresso erano destinati alla conservazione dell'area e al mantenimento del manicomio cittadino. Con il passare degli anni, il parco continuò a espandersi e ad annettere nuove strutture e decorazioni fino al 1933, anno della morte di Juan García Naveira.

### Decadenza
In seguito, il parco del Pasatiempo avrebbe attraversato quella che è, per molti, una fase di decadenza iniziata a partire dalla guerra civile spagnola (1936-1939), che causò la distruzione di molte delle attrazioni del luogo. Secondo alcune testimonianze (non condivise però all'unanimità) i terreni occupati dal parco del Pasatiempo vennero occupati per due mesi dal campo di concentramento franchista di Betanzos destinato ai prigionieri repubblicani. Al termine del conflitto spagnolo, l'area fu utilizzata come fattoria dagli eredi. Durante gli anni 1970, i giardini del parco erano colmi di detriti che ricoprivano le parti un tempo occupate dai laghetti e le fontane.
Il 18 settembre 1980 l'associazione Adelpha, un'associazione per la difesa ecologica e il patrimonio storico-artistico, richiese alla Direzione Generale delle Belle Arti, Archivi e Biblioteche del Ministero della Cultura di avviare un fascicolo per la dichiarazione di complesso storico-artistico per il parco del Pasatiempo. Tuttavia, dal momento che il consiglio comunale, in quanto organo competente sulla richiesta, non si pronunciò, il fascicolo fu respinto per silenzio amministrativo.

### Rivalutazione

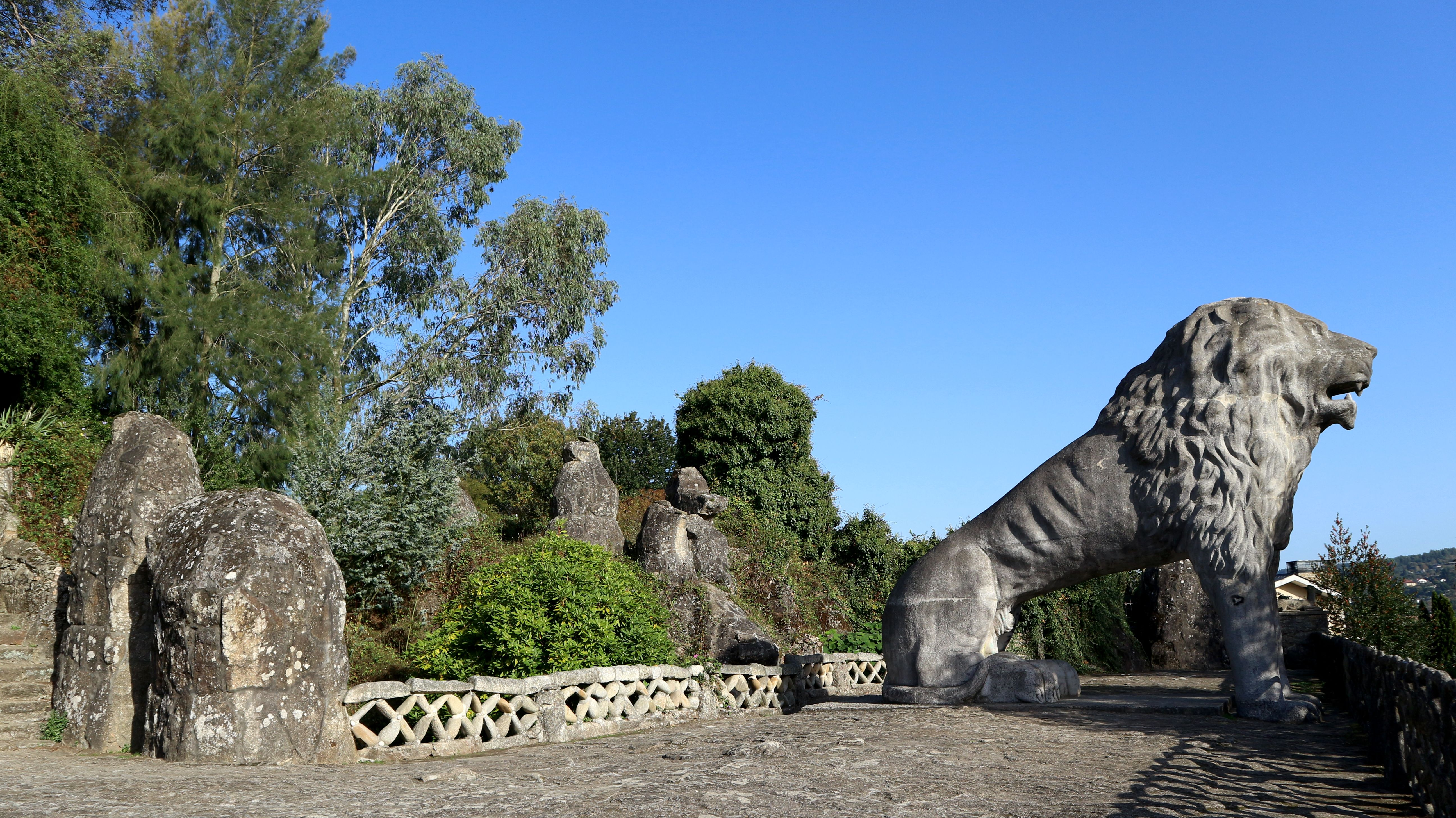
La grande statua del leone

Il 1º marzo 1986 il parco venne acquisito dall'amministrazione comunale che, dopo aver demolito due edifici nelle vicinanze per la realizzazione di un parcheggio, fece ripulire l'area ricoperta di vegetazione e costruire costruire diversi edifici rimasti incompiuti oltre a un campo da calcio sull'Estanque de los Papas.
Nel 1991 furono avviate altre procedure per la conservazione delle aree fatiscenti del parco del Pasatiempo anche al fine di promuoverne l'uso come area pubblica urbana. Vennero quindi rimossi altri detriti, avvalorate le parti più antiche del luogo, creata un'area verde che avrebbe occupato un auditorium e passerelle sopraelevate.

Il 17 marzo 2017, il consiglio comunale di Betanzos fece domanda per rendere il parco del Pasatiempo un sito di interesse culturale. Il 26 febbraio 2018, la Direzione generale dei beni culturali della Xunta de Galicia acconsentì all'avvio della procedura per rendere il luogo un bene di interesse culturale nella sezione "giardini storici". Il 6 febbraio 2020, il parco venne dichiarato Sito di interesse culturale di nivel de protección integral. Stando a quanto afferma il documento ufficiale dell'Agencia Estatal Boletín Oficial del Estado:
Oggi, il parco del Pasatiempo è uno dei luoghi visitati dai pellegrini che percorrono il Cammino inglese.

## Descrizione

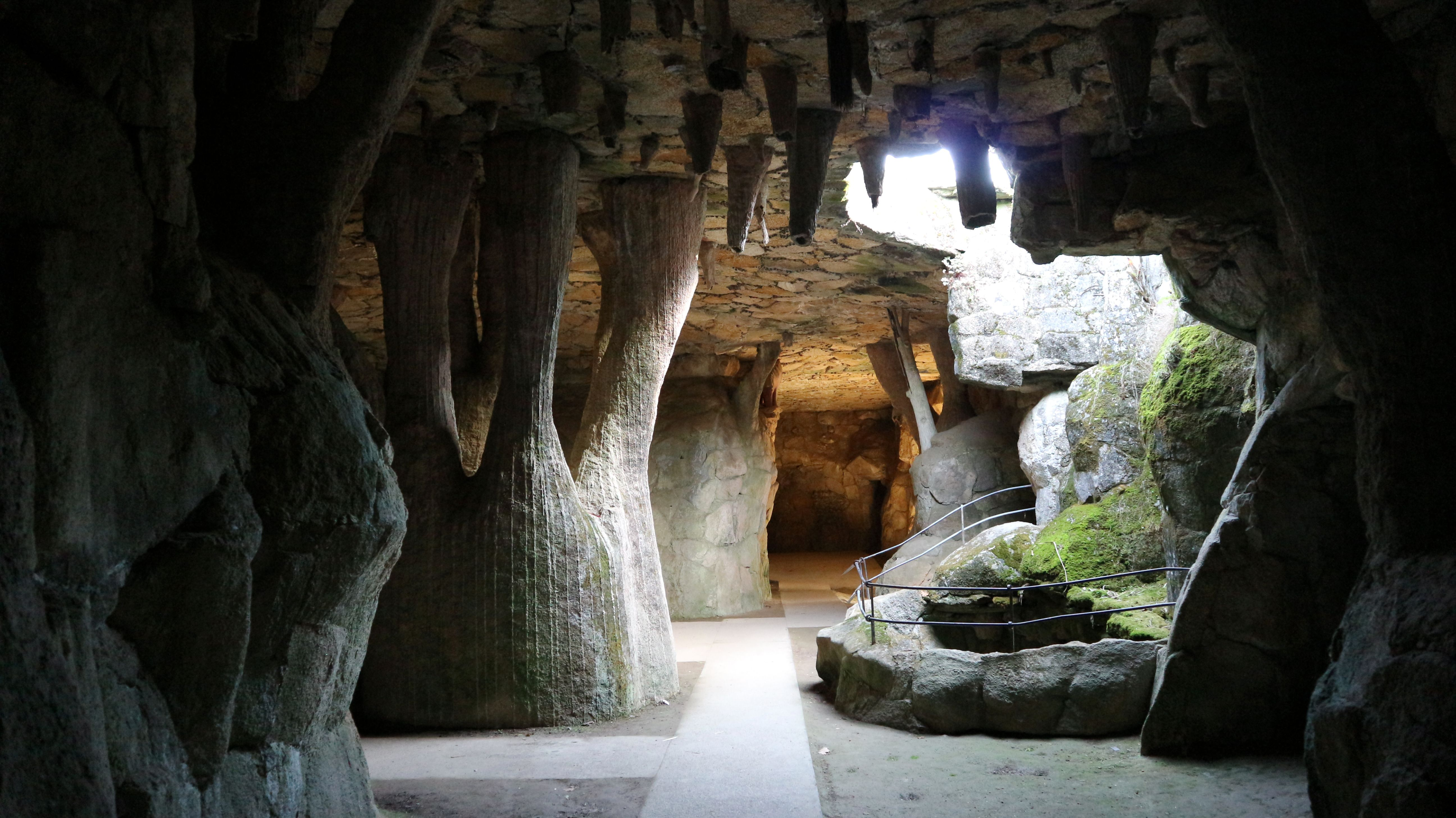
Grotta del parco

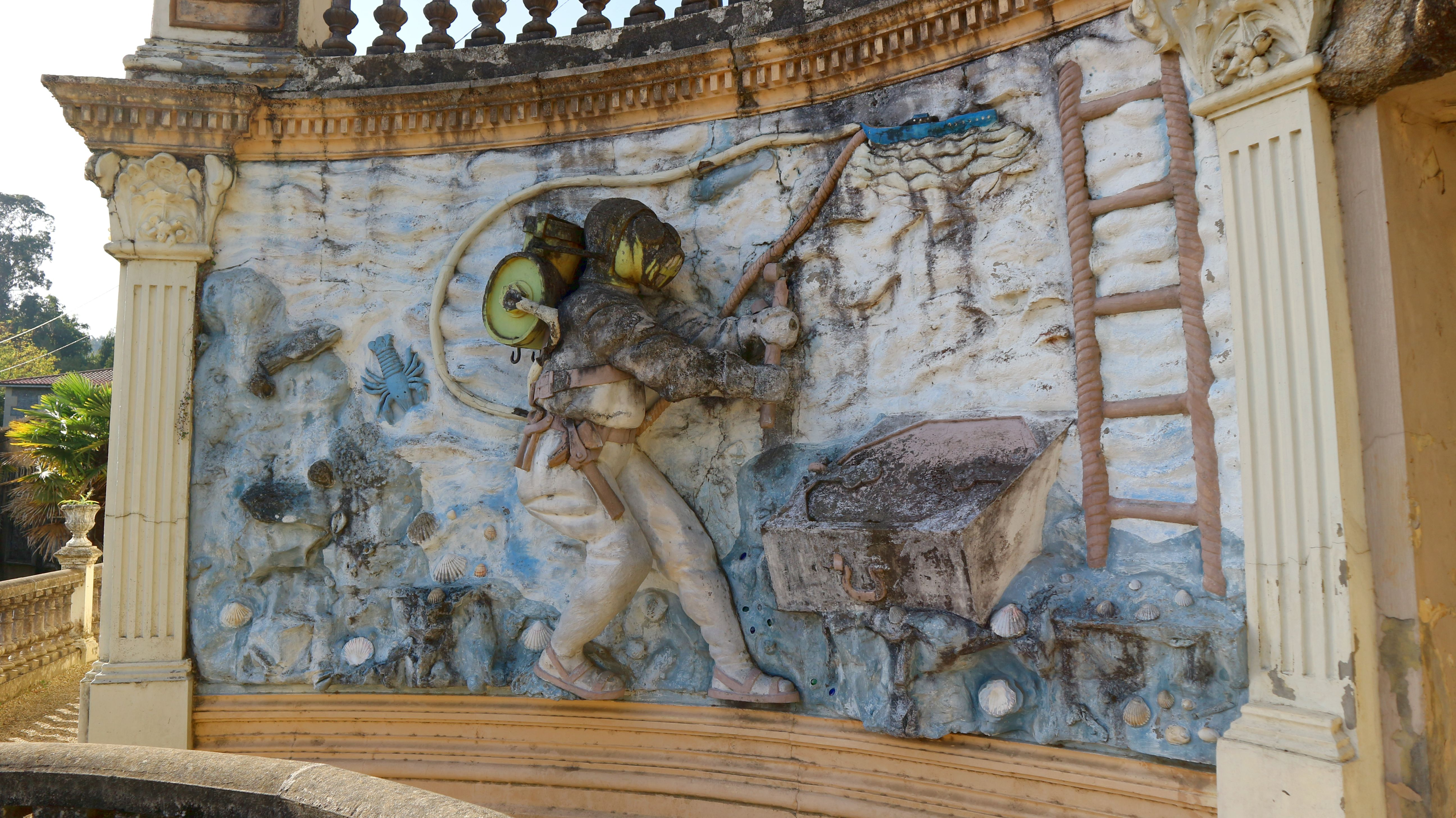
Dettaglio

Il parco del Pasatiempo misura circa nove ettari (ovvero dieci volte di meno rispetto al 1914, quando occupava 90.000 metri quadrati di terreno), ha un'estetica modernista e romantica, un grande giardino ricreativo con molti tipi di piante diverse, specchi d'acqua, sentieri, grotte, aree panoramiche, statue ed elementi decorativi raffiguranti i luoghi visitati in tutto il mondo dai fratelli García Naveira, fra cui la piramide di Cheope, la muraglia cinese e il Canale di Panama. La parte più bassa del parco è occupata dallo "Stagno del ritiro", le cui pareti sono rivestite da molte conchiglie, un rilievo a forma di mongolfiera e di quella che sembra essere una locomotiva e al cui centro vi è un isolotto centrale decorato da motivi classicheggianti e decorazioni a forma di pesce.
Prima degli anni trenta, il parco presentava anche un viale con i busti in marmo degli imperatori romani, il viale degli Alamos, dedicato a famosi scrittori, un labirinto vegetale, una serra, numerose fontane e molte statue, fra cui una raffigurante i fratelli García Naveira, oggi ubicata nella piazza principale di Betanzos. Inoltre, a fianco della biglietteria (demolita durante gli anni novanta), vi era un cancello simile a quello della reggia di Versailles alla cui base vi erano poste le copie dei leoni situati alla base del monumento funebre di Antonio Canova per il Papa Clemente XIII (oggi collocati nella Santa grotta di Covadonga assieme a buona parte delle decorazioni che un tempo erano situate nel parco).